# Egor Ivanovič Zolotarëv
Egor Ivanovič Zolotarëv (in russo Егор Иванович Золотарёв?; San Pietroburgo, 12 aprile 1847 – 19 luglio 1878) è stato un matematico russo, ritenuto tra i maggiori matematici russi del XIX secolo.
Figlio dell'orologiaio Ivan Zolotarëv, il giovane Egor frequentò il ginnasio di San Pietroburgo che completò nel 1863 distinguendosi negli studi, tanto da meritare una medaglia d'argento.
In seguito si iscrisse alla facoltà di fisica e matematica dell'Università di San Pietroburgo dove seguì le lezioni di Čebyšëv e Korkin, conseguì la laurea di primo grado nel 1867.

## La carriera
Zolotarëv proseguì presso la facoltà i suoi studi sulle equazioni indeterminate di terzo grado e, come riconoscimento per i risultati conseguiti, ottenne la laurea nel 1869. Nel 1874 ottenne il dottorato con una tesi sugli interi algebrici.
Due anni dopo fu nominato professore di matematica presso la stessa facoltà che aveva frequentato e divenne assistente in matematica applicata all'Accademia delle scienze di San Pietroburgo.
In seguito egli seguì le lezioni di Kummer e Weierstraß a Berlino. Si recò anche a Parigi, dove ebbe diverse discussioni in campo matematico con Hermite.
La sua carriera fu molto proficua, nonostante la brevità: durò infatti soltanto undici anni, in quanto morì due anni dopo la sua nomina a professore. Nel 1878 morì per un'infezione al sangue contratta dopo essere caduto sotto un treno.

## Le opere
Egli produsse, in soli undici anni di carriera, risultati fondamentali in vari campi: teoria dell'approssimazione, forme quadratiche, numeri algebrici ed integrali ellittici. Le sue pubblicazioni ammontano a ventotto, fra articoli e libri.
Egli studiò gli anelli di interi in campi di numeri algebrici sviluppando la teoria della divisibilità per questi anelli (sulla base di alcune idee di Kummel). Indagò anche sugli anelli locali e semilocali e dimostrò alcuni risultati sui domini ideali principali. Introdusse inoltre alcune idee su quelle che ora sono chiamate valutazioni.

## Variabile complessa
Nel campo delle funzioni ellittiche Zolotarëv enfatizzò la relazione fra esse e le funzioni a variabile complessa in quanto egli applicò la sua teoria sugli interi complessi all'integrazione dei differenziali ellittici. Abel era riuscito a dimostrare che alcuni differenziali ellittici potevano essere integrati in logaritmi ma l'utilità del metodo era piccola, invece la soluzione di Zolotarëv era applicabile in un maggior numero di casi.
Gli studi sulle forme quadratiche furono condotti con Korkin sulla base del problema posto da Hermite di trovare i minimi delle forme quadratiche in variabili a coefficienti reali. Essi furono in grado di trovare la soluzione nel caso di quattro e cinque variabili.

## Teoria della approssimazione
I contributi di Zolotarëv alla teoria dell'approssimazione nacquero da quattro problemi che egli pose e che in seguito fu in grado di risolvere. Il primo ed il secondo problema riguardano il tentativo di minimizzare la funzione max{ |p(x)| : -1 x 1} con polinomi p(x) aventi coefficienti soddisfacenti condizioni date. Il terzo ed il quarto problema hanno a che fare con l'approssimazione ottimale di una funzione razionale su un dato intervallo e soggetta a restrizioni altrove. Egli trovò il polinomio di grado n con due dei suoi coefficienti fissi che fosse il più vicino possibile a zero.